# Mittenhausen
Mittenhausen ist ein Ortsteil der Gemeinde Obermarchtal im Alb-Donau-Kreis in Baden-Württemberg. Der Weiler liegt circa zwei Kilometer westlich von Obermarchtal über dem Tal der Donau.

## Geschichte
Der Ort wurde vor 1150 in einer Chronik (Kopie des 16. Jahrhunderts) als „Witinhusen“ erstmals erwähnt. Eine Adelsfamilie von Witinhusen wird vom 12. bis zum 13. Jahrhundert genannt. Sie saß vielleicht auf der abgegangenen Burg auf dem Jörgenberg. Mittenhausen war wohl als Lehen der Grafen von Berg an das Kloster Marchtal gegangen. 
Kirchlich war der Ort eine Filiale der Pfarrei Obermarchtal. Die Kapelle wurde nach dem Dreißigjährigen Krieg erbaut. 
Aus einer Gutshofkapelle stammt eine Holzskulptur der heiligen Barbara, die in der Mitte des 15. Jahrhunderts eventuell von Hans Multscher geschnitzt wurde und sich heute im Landesmuseum Württemberg in Stuttgart (Inv. Nr. 1993-26) befindet.